# 394 (szám)
A 394 (római számmal: CCCXCIV) egy természetes szám, félprím, a 2 és a 197 szorzata.

## A szám a matematikában
A tízes számrendszerbeli 394-es a kettes számrendszerben 110001010, a nyolcas számrendszerben 612, a tizenhatos számrendszerben 18A alakban írható fel.
A 394 páros szám, összetett szám, azon belül félprím, kanonikus alakban a 21 · 1971 szorzattal, normálalakban a 3,94 · 102 szorzattal írható fel. Négy osztója van a természetes számok halmazán, ezek növekvő sorrendben: 1, 2, 197 és 394.
A 394 négyzete 155 236, köbe 61 162 984, négyzetgyöke 19,84943, köbgyöke 7,33104, reciproka 0,0025381. A 394 egység sugarú kör kerülete 2475,57501 egység, területe 487 688,27717 területegység; a 394 egység sugarú gömb térfogata 256 198 908,3 térfogategység.